# Starý Svojanov
Starý Svojanov (niem. Vurstenberg (1287), Fürstenberg) je místní částí městyse Svojanov v okrese Svitavy. Nachází se 1,5 kilometru východně od hradu Svojanov. Při sčítání lidu roku 2001 měl Starý Svojanov 144 domů a 127 obyvatel.

## Historie
Starý Svojanov je starší než nedaleký hrad [zdroj?] a vesnice Svojanov, což vyjadřuje i adjektivum starý v jeho názvu.

## Charakteristika
Vesnice vznikla postupným narůstáním ve svažitém terénu podél silnice z Bystrého a Hartmanic na Bělou nad Svitavou. Na západním konci vesnice se dochoval raně gotický kostel.

## Památky
Neveliký, šindelem krytý raně gotický kostel svatého Mikuláše pochází z 13. století. V jeho interiéru se dochovala bohatá malířská výzdoba z 80. let 14. století. Kostel je obklopen hřbitovem s barokní vstupní branou. V nedávné době byl kostel i s areálem hřbitova kompletně obnoven.

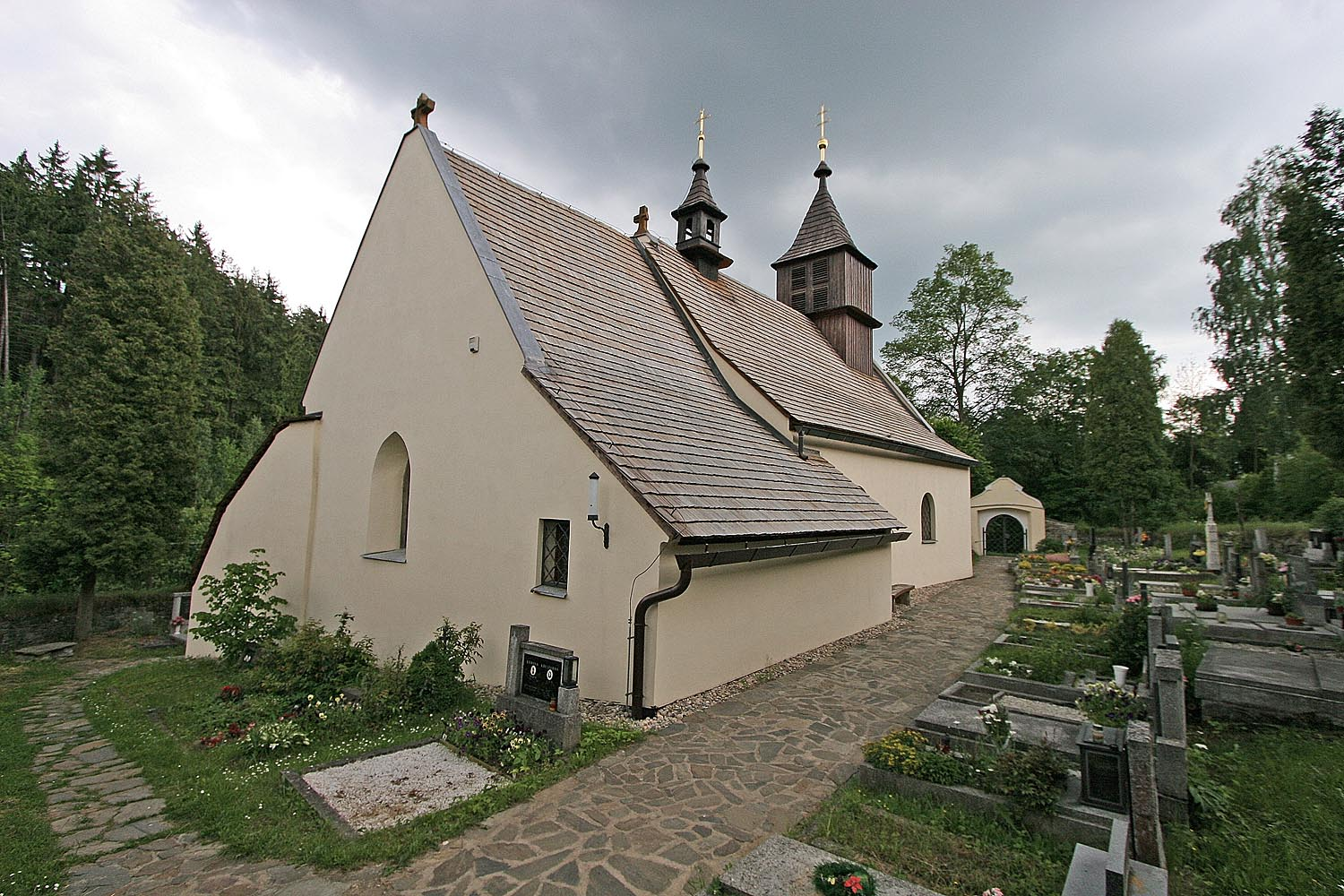
Kostel svatého Mikuláše ve Starém Svojanově
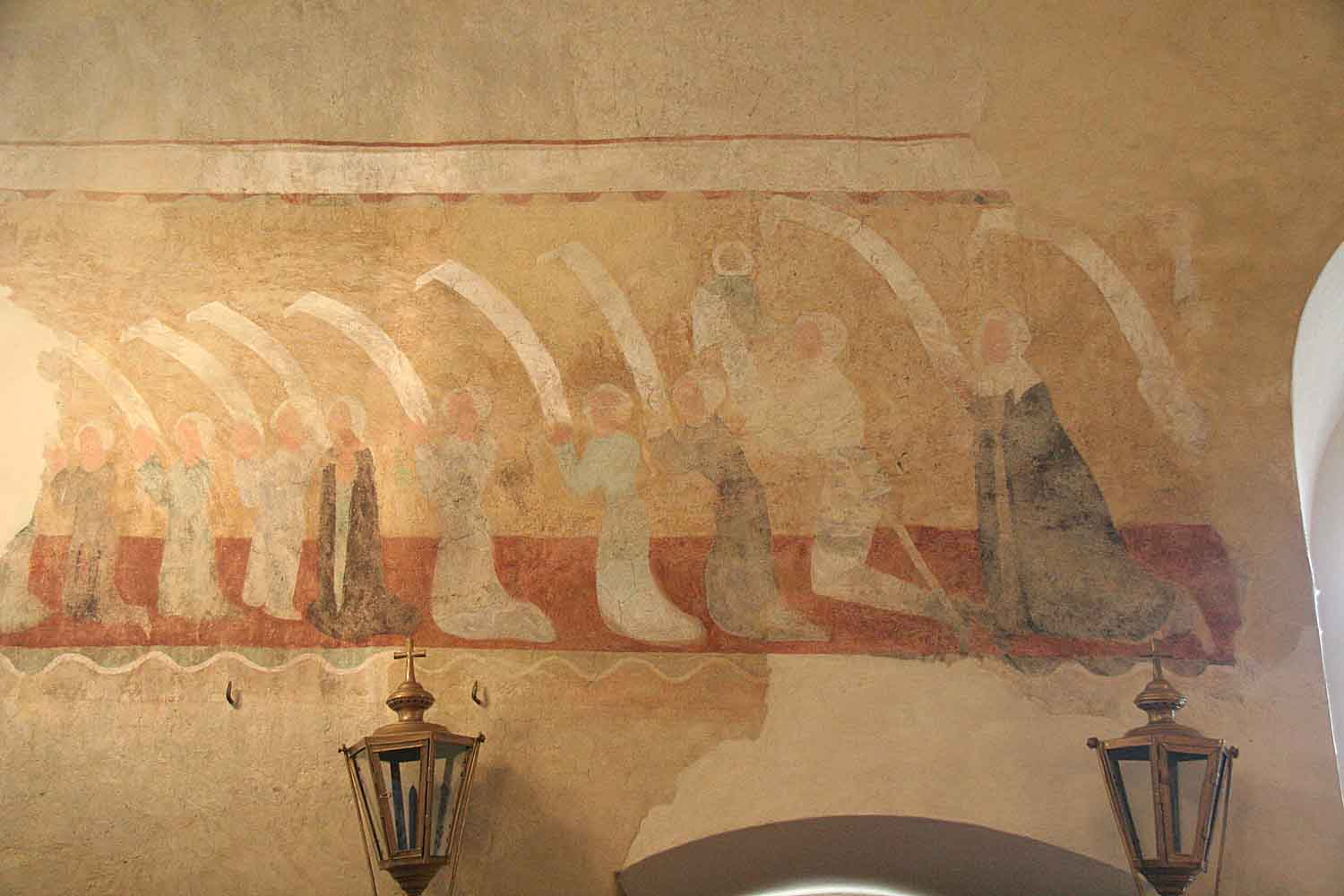
Gotická freska donátorů v kostele svatého Mikuláše
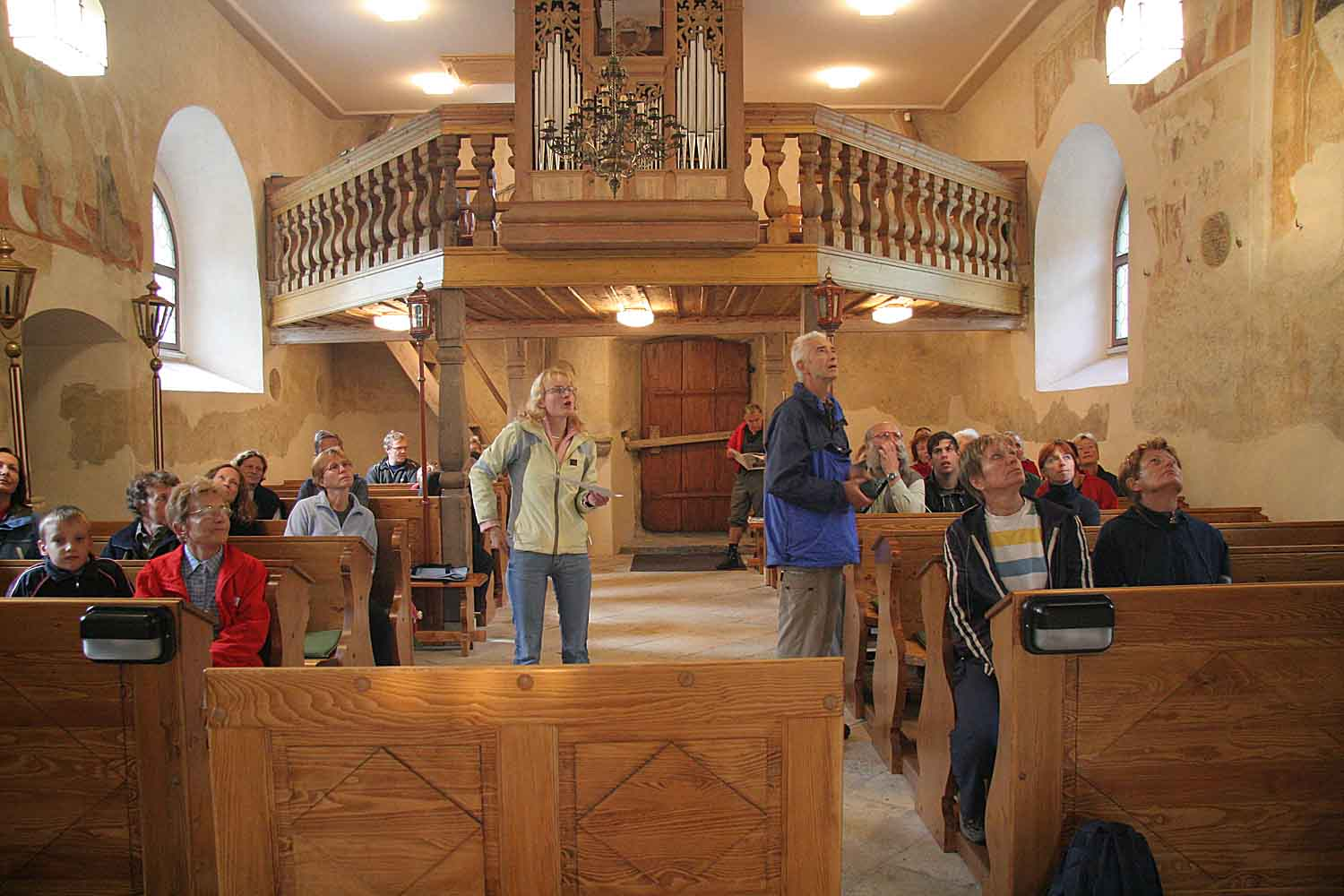
Barokní kruchta s varhanami v kostele sv. Mikuláše
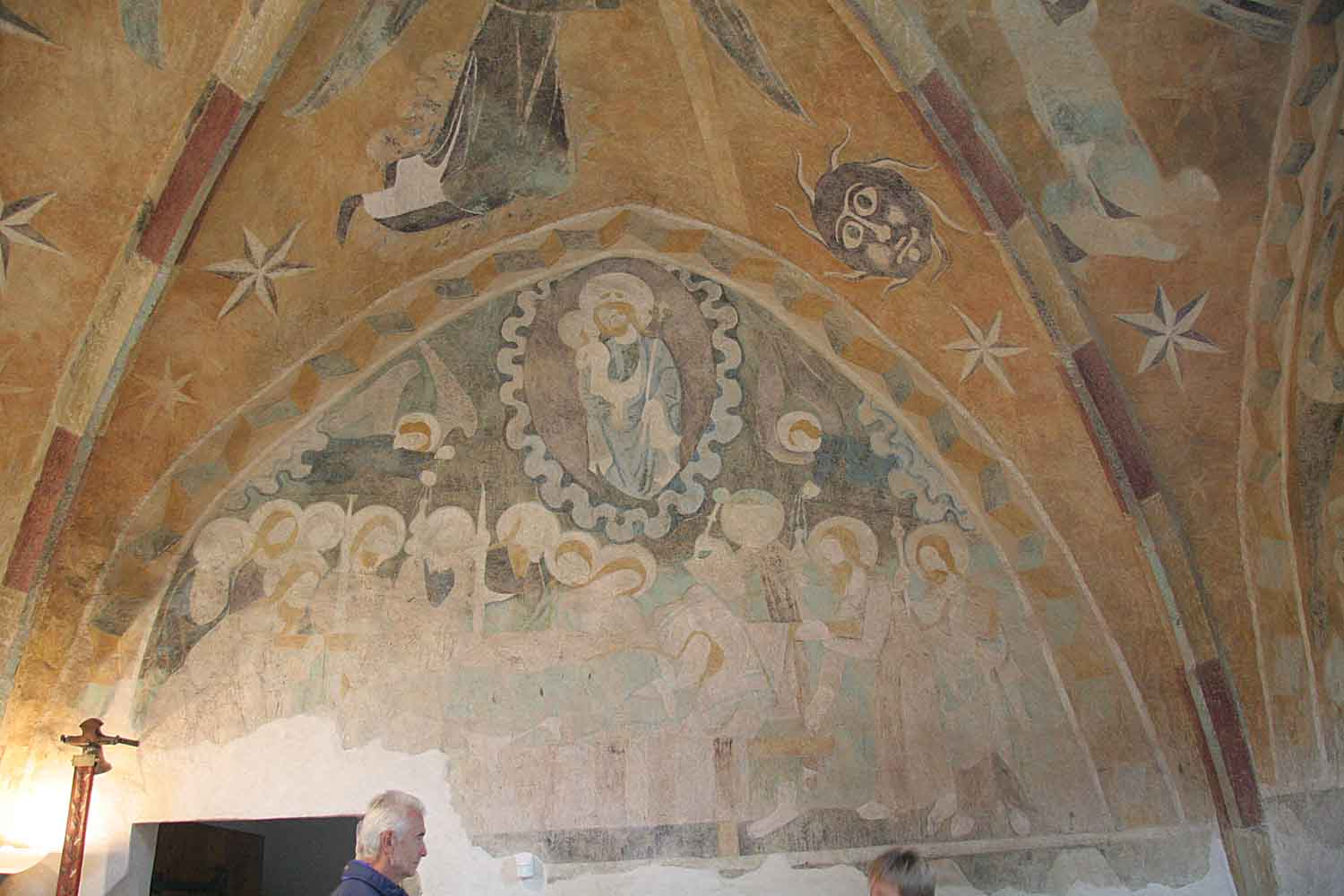
Freska s výjevem Smrti Panny Marie v kostele svatého Mikuláše
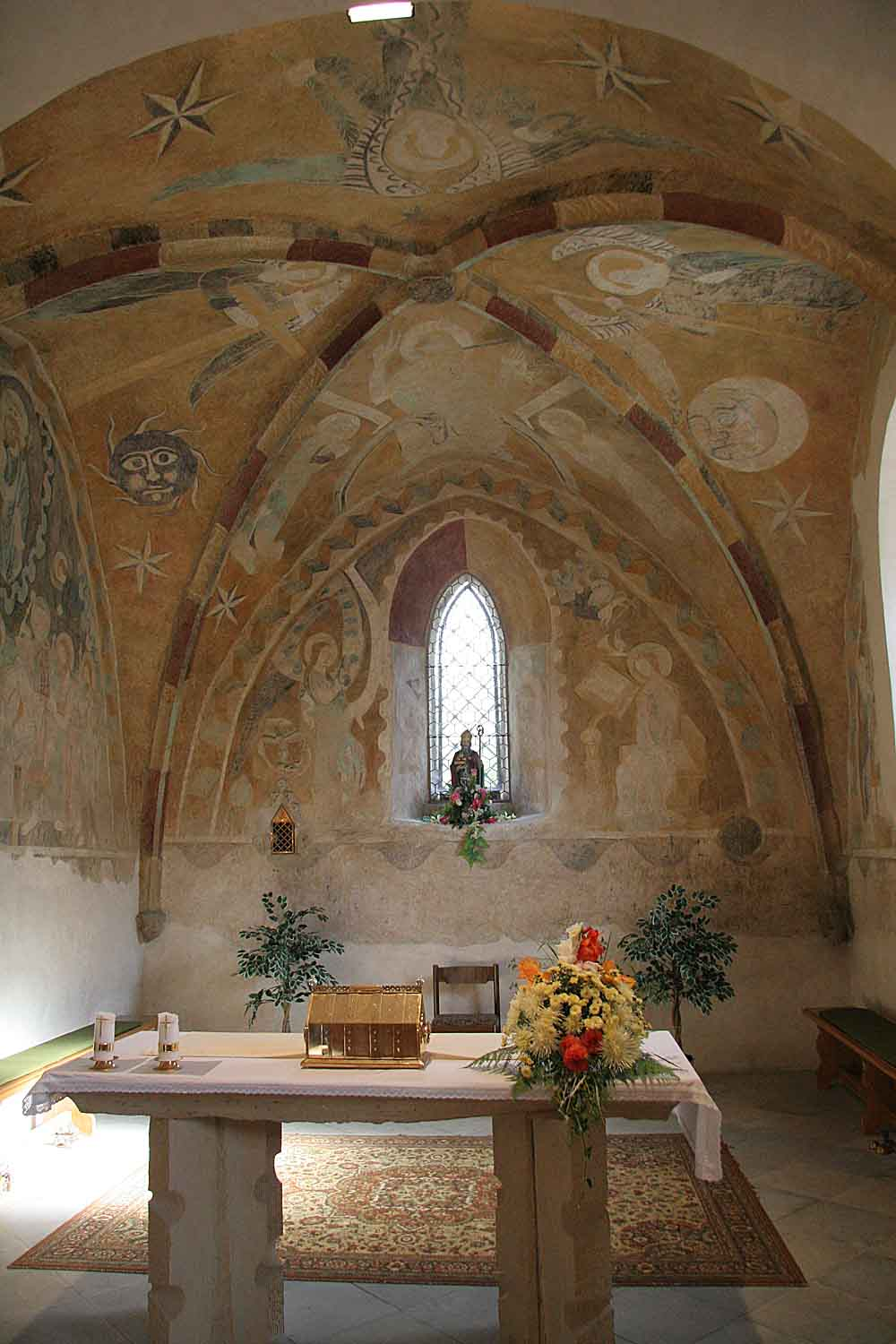
Presbytář s gotickými freskami v kostele svatého Mikuláše